# 女たち (2021年の映画)
『女たち』（おんなたち）は、2021年6月1日に公開の日本映画。監督は内田伸輝、主演は篠原ゆき子と倉科カナ。チームオクヤマ25周年記念作品。自分の人生に行き詰まる中、親友が遺した養蜂園を引き継いだ女性の人間模様を描く。第43回モスクワ国際映画祭メインコンペティション部門正式招待作品。

## キャスト
- 美咲：篠原ゆき子
- 香織：倉科カナ
- 美津子：高畑淳子[4]
- 田中マリアム：サヘル・ローズ
- 凛：筒井茄奈子
- 直樹：窪塚俊介[4]

## スタッフ
- 監督：内田伸輝
- 製作：奥山和由
- プロデューサー：木谷真規
- エグゼクティブ・プロデューサー：中村直史、ジャッキー・ウー、橋本浩
- 主題歌：荒木一郎「妖精の詩」（Little Black Dressによるカバーバージョン / TOKYO RECORDS INC）
- 撮影：斎藤文
- 照明：松本永
- 録音：大塚学
- ヘアメイク：トウ・ヒョウ
- 美術：山内まも留
- 協力：ニッポン放送、京都芸術大学、シックスセンスラボ、富岡フィルムコミッション
- 配給：シネメディア、チームオクヤマ
- 制作プロダクション：エクセリング
- 制作協力：KATSU-do
- 企画：チームオクヤマ
- 製作：「女たち」製作委員会（吉本興業、チームオクヤマ、グローバルジャパン、キョウデングループ）

## メディアミックス

### ラジオ

#### 番組概要
当該作品の協力に名を連ねているニッポン放送は、2021年1月にナイターオフ枠に同局の情報番組として編成していた『有楽町930ステーション』の番組放送を終了させ、同時間枠で当該作品の劇場公開の決定の告知時点で、倉科をパーソナリティに起用した、作品の宣伝目的のミニ番組を編成。当該作品に出演する共演者や主題歌を歌唱するアーティスト等をゲストに呼んで、作品の魅力についてトークする。

#### 出演者

##### パーソナリティ
- 倉科カナ

##### アシスタント
- 前島花音（ニッポン放送アナウンサー）

#### 放送時間
- 日曜 18:50 - 19:00 - 2021年1月3日 - 3月28日

#### 特別番組
- ナイタースペシャル 倉科カナのかなラジ! feat. ～映画「女たち」～

2021年のナイターシーズンにて、未編成日程で当該番組の特別番組を編成
2021年5月6日 19:00 - 20:00
パーソナリティ：倉科、アシスタント：前島、ゲスト：奥山和由